# Snihuriwka (Polohy)
Das Dorf Snihuriwka (ukrainisch Снігурівка) im Rajon Tokmak des Oblast Saporischschja geht auf das Dorf Schönau der russlandmennonitischen Kolonie Molotschna zurück.

## Schönsee
Der Ort wurde 1805 am Südufer des Tokmak zwischen Ladekopp und Petershagen angelegt und bekam seinen Namen nach einem Dorf in Preußen. Bald stellte sich aber heraus das der Siedlungsort nicht gut gewählt war und die Dörfer zu dicht beieinander lagen. Schönsee wurde 10 km östlicher von Tokmak verlagert, ebenfalls am Ufer des Flusses. Insgesamt 20 Bauernhöfe reihen sich beiderseits der Straße. 1869 gab es 19 Vollwirtschaften, zwei Halbwirtschaften und 26 Kleinwirtschaften, einen Laden, eine kleine Fabrik, eine Schmiede, eine holländische Mühle. Die Kirche war ein kleiner Bau aus Holz und wurde 1909 durch ein größeres Bauwerk ersetzt. 1919 verlief hier die Frontlinie im Bürgerkrieg. 1943 schlossen sich die verbliebenen Bewohner dem Flüchtlingstrek nach Deutschland an. Die Mühlen, auch die holländische Mühle existieren nicht mehr, jedoch ein Wohnhaus des Mühlenbesitzers Gerhard Wall.

## Kirche
Der Antrag zum Kirchbau wurde im Namen der Gemeinden von Klippenfeld, Hamberg, Wernersdorf, Liebenau und Fabrikerwiese gestellt.  Der Bau begann im selben Jahr. Mit Spitzbogenfenster, und Strebepfeilern war der Bau im Stil der Neugotik gehalten. An Stirnseiten des rechteckigen Innenraums befanden sich Altar und Kanzel, am gegenüberliegenden Ende Windfang und Haupteingang, 1943 wurde die Kirche geschlossen und als Gemeinschaftsraum genutzt. Die Kirche ist heute von der Ukrainische griechisch-katholische Kirche genutzt.